# Abdelouahed Belkeziz
Abdelouahed Belkeziz CBE (arabisch عبد الواحد بلقزيز, DMG ʿAbd al-Wāḥid Bilqazīz; *  5. Juli 1939 in Marrakesch; † 19. Oktober 2021 in Rabat) war ein marokkanischer Anwalt, Politiker und Diplomat.
Abdelouahed Belkeziz absolvierte seine Grundschulausbildung am Sidi Mohammed College in Marrakesch, bevor er nach Rabat ging, wo er seine Ausbildung am Moulay Youssef Gymnasium fortsetzte. Später promovierte er an der Universität Rennes.
1963 war er Generalsekretär des Rates der Mohammed-V.-Universität. 
Von 1984 bis 1986 war er Botschafter in Bagdad im Irak.
Von 2001 bis 2004 war er der achte Generalsekretär der Organisation für Islamische Zusammenarbeit.

## Auszeichnungen
- Kommandant des Ordens von König Abdulaziz (1979)
- Großkreuz des Zivilverdienstordens (Spanien) (1979)
- Kommandant des Order of the British Empire  (1980)
- Großoffizier des Verdienstordens (Senegal) (1981)
- Großoffizier des Nationalen Verdienstordens (1983)
- Großkreuz des Ordens von Rio Branco  (1984)
- Großkreuz des Ordens von Ouissam Alaouite (1994)